# Episodi di Quincy (settima stagione)
La settima stagione della serie televisiva Quincy, composta da 24 episodi, è stata trasmessa in prima visione negli Stati Uniti d'America dalla NBC dal 28 ottobre 1981 al 12 maggio 1982.
| nº | Titolo originale              | Titolo italiano                                 | Prima TV USA     | Prima TV Italia |
| -- | ----------------------------- | ----------------------------------------------- | ---------------- | --------------- |
| 1  | Memories of Allison           | Ricordi di Allison                              | 28 ottobre 1981  |                 |
| 2  | The Golden Hour               | L'ora d'oro                                     | 4 novembre 1981  |                 |
| 3  | Slow Boat to Madness: Part I  | Navigando dolcemente verso la pazzia (1ª parte) | 11 novembre 1981 |                 |
| 4  | Slow Boat to Madness: Part II | Navigando dolcemente verso la pazzia (2ª parte) | 18 novembre 1981 |                 |
| 5  | D.U.I.                        | Un comodo stratagemma                           | 2 dicembre 1981  |                 |
| 6  | For Want of a Horse           | Terapia equestre                                | 9 dicembre 1981  |                 |
| 7  | Gentle Into the Night         | Gli ultimi istanti prima dell'addio             | 16 dicembre 1981 |                 |
| 8  | Dead Stop                     | Fermata mortale                                 | 23 dicembre 1981 |                 |
| 9  | Bitter Pill                   | Una pillola amara                               | 6 gennaio 1982   |                 |
| 10 | Guns Don't Die                | Difesa mortale                                  | 13 gennaio 1982  |                 |
| 11 | When Luck Ran Out             | Quando la fortuna gira le spalle                | 20 gennaio 1982  |                 |
| 12 | Smoke Screen                  | La cortina di fumo                              | 27 gennaio 1982  |                 |
| 13 | For Love of Joshua            | Per amore di Joshua                             | 3 febbraio 1982  |                 |
| 14 | Into the Murdering Mind       | Analisi di una mente omicida                    | 10 febbraio 1982 |                 |
| 15 | To Clear the Air              | Smog che uccide                                 | 17 febbraio 1982 |                 |
| 16 | The Shadow of Death           | Ombra della morte                               | 24 febbraio 1982 |                 |
| 17 | The Flight of the Nightingale | inedito                                         | 3 marzo 1982     | inedito         |
| 18 | Stolen Tears                  | Lacrime rubate                                  | 17 marzo 1982    |                 |
| 19 | The Face of Fear              | Il volto della paura                            | 24 marzo 1982    |                 |
| 20 | Expert in Murder              | Il parere dell'esperto                          | 31 marzo 1982    |                 |
| 21 | The Unquiet Grave             | Un cadavere inquieto                            | 7 aprile 1982    |                 |
| 22 | The Last of Leadbottom        | Il grande Mac                                   | 28 aprile 1982   |                 |
| 23 | Deadly protection             | Protezione mortale                              | 5 maggio 1982    |                 |
| 24 | The Mourning After            | Dopo il lutto                                   | 12 maggio 1982   |                 |

## Ricordi di Allison
- Titolo originale: Memories of Allison
- Diretto da: Georg Fenady
- Scritto da: Sam Egan

### Trama
A una fiera del lavoro, Quincy vede una donna terrorizzata cadere da una scala mobile. In ospedale, la donna non riesce a ricordare né il suo nome, né il suo passato. Quincy è determinato a scoprire chi è, ma il tempo sta per scadere perché qualcuno vuole questa donna morta.

## L'ora d'oro
- Titolo originale: The Golden Hour
- Diretto da: Georg Fenady
- Scritto da: Sebastian Milito e Deborah Klugman

### Trama
Quando una giovane ragazza muore in un incidente d'auto, le indagini di Quincy lo portano a informazioni inquietanti sull'assistenza al pronto soccorso e la necessità di centri traumatologici per gestire i feriti gravi.

## Navigando dolcemente verso la pazzia (1ª parte)
- Titolo originale: Slow Boat to Madness: Part I
- Diretto da: Daniel Haller
- Scritto da: Sam Egan (sceneggiatura e soggetto), Marc Scott Taylor (accreditato come Marc Taylor)

### Trama
Durante una crociera a Tahiti, Quincy e la dottoressa Janet Carlyle intervengono e aiutano l'equipaggio quando una misteriosa malattia infettiva colpisce i passeggeri della nave.

## Navigando dolcemente verso la pazzia (2ª parte)
- Titolo originale: Slow Boat to Madness: Part II
- Diretto da: Daniel Haller
- Scritto da: Sam Egan (sceneggiatura e storia), Marc Scott Taylor (accreditato come Marc Taylor)

### Trama
Con la nave da crociera che non può attraccare in nessuna delle isole della zona, tocca a Quincy e Janet scoprire esattamente quale sia la malattia a bordo prima che tutti sulla nave lo scoprano e inizino a farsi prendere dal panico.

## Un comodo stratagemma
- Titolo originale: D.U.I.
- Diretto da: Georg Fenady
- Scritto da: Michael Braverman

### Trama
Quincy viene coinvolto in una campagna contro la guida in stato di ebbrezza, dopo un caso difficile che coinvolge un pedone, ucciso da un importante avvocato con una sterzata improvvisa.

## Terapia equestre
- Titolo originale: For Want of a Horse
- Diretto da: Ray Danton
- Scritto da: Jeri Taylor

### Trama
Quincy indaga sulla morte del proprietario di un ranch, mentre il dottor Astin e sua moglie discutono con il proprio figlio adottivo.

## Gli ultimi istanti prima dell'addio
- Titolo originale: Gentle Into That Good Night
- Diretto da: David Moessinger
- Scritto da: Jeri Taylor

### Trama
Quincy aiuta un paziente malato di cancro che sta morendo.

## Fermata mortale
- Titolo originale: Dead Stop
- Diretto da: Ray Danton
- Scritto da: Linda J. Cowgill

### Trama
Quincy viene coinvolto nel mondo dei camionisti e delle discariche illegali di sostanze tossiche, quando un autista con danni ai polmoni finisce nel suo obitorio a seguito di un incidente.

## Una pillola amara
- Titolo originale: Bitter Pill
- Diretto da: Georg Fenady
- Scritto da: Sam Egan (sceneggiatura) e David Chomsky (soggetto)

### Trama
Quando uno studente delle superiori muore durante l'allenamento di basket, Quincy viene coinvolto in un'indagine sui pericoli delle pillole "incoraggianti" e delle droghe legali simili e sui problemi nella regolamentazione delle vendite di tali articoli.

## Difesa mortale
- Titolo originale: Guns Don't Die
- Diretto da: Bob Bender
- Scritto da: Jeri Taylor

### Trama
Quando una serie di omicidi commessi dalla stessa pistola, ma da assassini diversi, attraversa il suo tavolo, Quincy va a caccia della pistola e indaga sui problemi che riguardano il possesso di armi da fuoco.

## Quando la fortuna gira le spalle
- Titolo originale: When Luck Ran Out
- Diretto da: Georg Fenady
- Scritto da: Paul Haggard Jr. e Jo Lynne Michael

### Trama
Quincy indaga sulla morte di un cavallo.

## La cortina di fumo
- Titolo originale: Smoke Screen
- Diretto da: Georg Fenady
- Scritto da: Michael McGreevey

### Trama
Quando un incendio in un hotel lascia dodici morti, Quincy va a caccia di un piromane, che lo porta a scoprire un gruppo anonimo di incendi dolosi e un vanitoso incendiario.

## Per amore di Joshua
- Titolo originale: For Love of Joshua
- Diretto da: David Moessinger
- Scritto da: Michael Braverman

### Trama
Un medico convince una coppia che il loro nuovo bambino, nato con la sindrome di Down, non avrà vita al di fuori di ospedali e istituzioni. Il bambino viene quindi lasciato morire di fame, cosa che fa sì che un secondo medico chieda che il primo sia accusato di omicidio. Quincy indaga e scopre di più su come vengono trattati i bambini con sindrome di Down nel mondo. Per farlo, visita una famiglia che si prende cura da sola di sei figli.

## Analisi di una mente omicida
- Titolo originale: Into the Murdering Mind
- Diretto da: Georg Fenady
- Scritto da: Michael Braverman (sceneggiatura) e Linda J. Cowgill (soggetto)

### Trama
Una famiglia viene brutalmente uccisa nella propria casa. L'uomo arrestato è figlio e fratello delle vittime. È uno schizofrenico che dà la colpa di tutto a "La Bestia", un alter ego nella sua testa che può possederlo se smette di prendere le sue medicine. Quincy pensa, dopo aver parlato con il procuratore distrettuale, che potrebbe inventarsi tutto per ottenere l'infermità mentale e cerca di dimostrare la sua teoria.

## Smog che uccide
- Titolo originale: To Clear the Air
- Diretto da: Lester Wm. Berke
- Scritto da: Sam Egan

### Trama
Un uomo anziano che si trovava in ospedale per disturbi respiratori muore dopo essere andato a fare una passeggiata durante un'allerta smog. L'autopsia di Quincy rivela che i polmoni avevano una sorta di infiammazione, causata dagli inquinanti che venivano pompati nell'aria dalle raffinerie di petrolio vicino al sanatorio. Raffinerie che dovrebbero ridurre le loro emissioni durante un'allerta smog.

## Ombra della morte
- Titolo originale: The Shadow of Death
- Diretto da: Georg Fenady
- Scritto da: Jeri Taylor

### Trama
Un'ex infermiera, che ha prestato servizio in Vietnam e per questo ha sofferto di incubi, viene trovata morta nel suo appartamento. La sua migliore amica, che ha lavorato come infermiera in Vietnam con lei, cerca di aiutare a trovare l'assassino, nonostante stia male. La donna infatti soffre gli stessi incubi dell'amica e inizia a sprofondare nella depressione e nell'alcol. La stessa cosa succede a molti veterani quando tornano dalla guerra. Quincy vuole aiutarla.

## The Flight of the Nightingale
- Diretto da: William Cairncross (accreditato come William O. Carincross)
- Scritto da: Gene Church e Paul Bernbaum (accreditato come E. Paul Edwards)

### Trama
Senza un dottore in giro e con una carenza di personale, Lynn Buchanan, un'infermiera, decide di alleviare il dolore di un paziente somministrandogli dei farmaci. Ma il paziente muore e l'infermiera Buchanan viene sospesa, anche se la cartella clinica dice che il paziente aveva bisogno di quei farmaci. Il resto del personale infermieristico va in sciopero, la sua sospensione è l'ultima goccia. Asten fa in modo che Quincy sia più meticoloso del solito quando fa l'autopsia, perché sua moglie è nello stesso ospedale ed è stata curata da Lynn Buchanan.

## Lacrime rubate
- Titolo originale: Stolen Tears
- Diretto da: Georg Fenady
- Scritto da: Sam Egan

### Trama
Un uomo che era prigioniero in un campo di concentramento nazista viene investito e lasciato in fin di vita dopo aver riconosciuto l'uomo che era il suo aguzzino nel campo. Prima della sua morte, riesce a dare un messaggio indirizzato al suo amico, Heime, e cerca di convincere Quincy che si tratta di un omicidio, non di un incidente. Nel frattempo, Heime, che gestisce un museo dell'Olocausto, ha a che fare con un uomo ricco e potente che passa il suo tempo a proclamare che l'Olocausto non è mai avvenuto.

## Il volto della paura
- Titolo originale: The Face of Fear
- Diretto da: Bob Bender
- Scritto da: Michael Braverman

### Trama
Una donna, Vicki Maguire, che ha sofferto di agorafobia, riesce finalmente a lasciare la sua casa, per la prima volta dopo sette anni. Mentre porta a spasso il suo cane lungo la spiaggia accanto a casa sua, guarda attraverso la finestra di un'altra casa e assiste a quella che pensa sia una donna che viene strangolata. Viene chiamata la polizia e quando Monahan e Brill arrivano a casa non c'è nessun corpo, nessun segno di lotta e un uomo completamente diverso nella residenza. Nessuno crede alla sua storia tranne la sua psicologa, la dottoressa Rainer, che va a trovare Quincy, convincendolo che la donna non soffre di allucinazioni e che dovrebbe aiutarla a scoprire la verità, prima che abbia una ricaduta e non riesca più ad uscire di casa.

## Il parere dell'esperto
- Titolo originale: Expert in Murder
- Diretto da: Michael J. Kane
- Scritto da: Sam Egan (sceneggiatura) e Marc Scott Taylor (soggetto)

### Trama
Quincy ha intenzione di testimoniare nel processo di appello di un potente boss mafioso, Victor Ramsay, e la sua testimonianza è vitale per farlo restare in prigione. Ramsay e i suoi uomini hanno però altre idee ed escogitano un piano per garantire il suo rilascio. Uccidono l'unico altro testimone e poi si assicurano che Quincy venga screditato. Fatto ciò, a Quincy e al procuratore distrettuale vengono date tre settimane per fornire ulteriori testimoni o Victor Ramsay verrà rilasciato.

## Un cadavere inquieto
- Titolo originale: The Unquiet Grave
- Diretto da: Georg Fenady
- Scritto da: Jeri Taylor

### Trama
Dopo essersi imbattuto in un'ex fidanzata con cui ha litigato anni fa, Quincy si ritrova coinvolto nel caso quando suo marito muore e deve sventare un complotto diabolico per rivelare l'identità dell'assassino.

## Il grande Mac
- Titolo originale: The Last of Leadbottom
- Diretto da: Michael Braverman
- Scritto da: Michael Braverman

### Trama
Il contrammiraglio Mckenzie, un vecchio collega di Quincy, muore mentre apre un museo navale a lui intitolato. Una semplice autopsia crea confusione tra Quincy e Asten quando incontrano un comandante navale alla disperata ricerca del corpo, della signora Mckenzie e della presenza di un microchip nel suo stomaco. Presto Quincy riattiva il suo status di riserva navale e si ritrova coinvolto nel gioco del gatto e del topo di spionaggio e controspionaggio.

## Protezione mortale
- Titolo originale: Deadly Protection
- Diretto da: Paul Krasny
- Scritto da: Michael McGreevey (sceneggiatura e soggetto) e Fred Long (soggetto)

### Trama
Un pastore tedesco, acquistato come animale domestico di famiglia, attacca e uccide una giovane ragazza. Quincy indaga e scopre che non ci sono leggi o regolamenti assoluti per quanto riguarda gli addestratori di cani. Decide che vuole fare qualcosa al riguardo, ma presto si rende conto che non solo è quasi impossibile, ma che c'è anche di più in questa particolare situazione di quanto sembrava.

## Dopo il lutto
- Titolo originale: The Mourning After
- Diretto da: Jeri Taylor
- Scritto da: Sam Egan

### Trama
Una coppia di genitori affronta il lutto per la morte del figlio, mentre Quincy indaga sulla vittima, scoprendo che il ragazzo è stato ucciso durante un rituale di nonnismo al college.